# Super Mouse
Mighty Mouse (Super Mouse ou Possante no Brasil) é um super-herói de desenho animado infantil criado pela Terrytoons para a 20th Century Fox. Trata-se de uma paródia do Superman, aqui caracterizado como um camundongo (rato-doméstico) antropomórfico, vestido com uma capa vermelha e uma roupa amarela. A série original exibida no cinema e depois na televisão, contava com 76 episódios, produzidos de 11 de fevereiro de 1944 até 31 de dezembro de 1961. No Brasil foi exibido pelo SBT, Record e CNT entre os anos 80 e 90.

## História
Super Mouse foi criado por Izzy Klein como um super-herói chamado de "Superfly" (Super Mosca). O chefe do estúdio Paul Terry mudou o personagem, que passou a ser caracterizado como um camundongo. Com a intenção de ser uma paródia do Superman, Super Mouse apareceu pela primeira vez em 1942 num curta-metragem animado intitulado The Mouse of Tomorrow (O Rato de Amanhã). Nesse desenho o nome em inglês do personagem era de fato Super Mouse, mas posteriormente foi mudado para Mighty Mouse quando Paul Terry descobriu que havia outro personagem com o mesmo nome e que aparecia nas revistas em quadrinhos publicadas pela Nedor. Na breve série de quadrinhos da Marvel, Super Mouse foi chamado de Terry Primeiro, "Terry the First", em homenagem ao primeiro responsável pelos desenhos com o personagem.
Na primeira aparição do Super Mouse, ele tinha um uniforme azul e uma capa vermelha, em semelhança ao Superman. Mas depois isso foi mudado, adotando-se o tradicional uniforme amarelo com a capa vermelha. Como em outras imitações do Superman, os poderes do Super Mouse eram a capacidade de voar e uma força inacreditável, além da invulnerabilidade. Ele mostrou uma "visão de raios x" em um desenho, mas preferia utilizar um super-hipnotismo que fazia com que objetos inanimados se movessem, além de possibilitar viagens no tempo (como nos exemplares The Johnstown Flood e Krakatoa). Em outros desenhos, o rastro vermelho que deixava ao voar, se tornava sólido e ele o podia manipular como uma corda, por exemplo. Acompanhando o seu voo foi mantido o efeito sonoro do zumbido de uma mosca.
Interpretado primeiramente por Roy Halee, Sr. e depois por Tom Morrison.
No esquema original dos desenhos, havia sempre uma grande crise que era resolvida com a aparição do Super Mouse, que sempre "salvava o dia". Super Mouse enfrentava seus antagonistas, geralmente gatos, lutando com os punhos. O lar do Super Mouse era chamado de Mouseville, habitado por camundongos antropomórficos. Em alguns desenhos a base do Super Mouse era mostrada como sendo a Lua, numa alusão à brincadeira da época na qual se contava que o satélite era feito de queijo devido ao formato esférico e a aparência de "esburacada" dada pelas crateras da superfície.

## Outros personagens da série
A namorada do Super Mouse era Pearl Pureheart (nos desenhos) e Mitzi (nos quadrinhos dos anos de 1950 e 1960). No Brasil foi chamada de Pérola ou Zizi. Seu arqui-inimigo era o vilão felino Oil Can Harry (Harry Lata de Óleo, chamado no Brasil de Gato Gatuno ou Gato Lustroso). Nos primeiros exemplares, os inimigos eram os humanos, tais como Fanny Zilch. A partir de 1947 (o primeiro foi "A Fight To the Finish"), Super Mouse e a namorada começavam o desenho sempre em situações desesperadoras, como se fosse o início de um capítulo de seriado.
Em dois desenhos de 1949 e 1950, Super Mouse enfrentou um vilão gato super-forte chamado Julius Pinhead "Schlabotka" (grafia que nunca foi soletrada, baseada apenas no som ouvido). Em outro exemplar da série, The Green Line (1944), os gatos moravam em um lado da avenida principal da cidade e os camundongos no outro; uma linha verde dividia a cidade ao meio. Uma entidade na forma de um gato satânico apareceu e fez com que os gatos e camundongos lutassem. Super Mouse aparece e a entidade materializa um tridente para atacá-lo.
No episódio "Krakatoa" (1945), no qual Super Mouse salva os habitantes de uma ilha ameaçados pelo grande vulcão Krakatoa, aparece uma memorável personagem como interesse romântico do herói chamada Krakatoa Katie.
Super Mouse não teria uma popularidade extraordinária em suas exibições nos cinemas, mas se tornou o personagem principal da Terrytoons. Ele ficaria mais famoso com a televisão. Paul Terry vendeu a Terrytoon para a  CBS em 1955. A rede começou a exibir o programa Mighty Mouse Playhouse em dezembro de 1955, que permaneceu no ar durante 12 anos (e apresentaria The Mighty Heroes na última temporada). Os desenhos do Super Mouse continuariam a ser exibidos com frequência pela TV americana, dos anos de 1950 até 1980. Apesar de alcançar a extrema popularidade na TV, a Terrytoons produziria apenas mais três novos episódios para o programa, entre 1959-61.

## Quadrinhos
Foram duas as principais séries de quadrinhos com o Super Mouse, chamadas "Mighty Mouse" e "Adventures of Mighty Mouse":
"Mighty Mouse":
- Timely Comics #1-4 (1946)
- St. John Publications #5-67 (1947-55)
- Pines Comics #68-83 (1956-59)

Quando trabalhava na St. John Publication, o recém-chegado da Guerra da Coreia Joe Kubert teve a ideia de lançar uma história em quadrinhos em 3-D e o resultado foi a revista Three Dimension Comics #1 (setembro de 1953 formato grande, outubro de 1953 no formato padrão), estrelada por Mighty Mouse. Kubert a produziu em parceria com o amigo Norman Maurer e a revista se tornou a primeira publicação do gênero a usar esse recurso, com ótima repercussão e venda de mais de um milhão de exemplares no lançamento.
"The Adventures of Mighty Mouse" (renomeada de Terry's Comics, onde o Super Mouse aparecia)
- St. John, #126-128 (1955).
- Pines Comics, #129-44 (1956-59)
- Dell Comics, #145-55 (1959-61)
- Gold Key Comics, #156-160 (1962-63)
- Dell Comics, #161-?? (1963-?)

"Mighty Mouse", Marvel Comics, #1-10, 1990, baseado na versão de Ralph Bakshi (Mighty Mouse: The New Adventures).
No Brasil, os quadrinhos do Super Mouse foram publicados pela Editora La Selva e Ebal (que o chamou de Possante, de 1953-1961 e relançados em 1965)  e nos anos de 1970 e 1980 pela Editora Abril e Rio Gráfica.
Em 2016, a Dynamite Entertainment anunciou uma nova série de quadrinhos.

## Relançamento
No final dos anos de 1970 e início dos anos de 1980, a Filmation produziu para a TV desenhos animados do Super Mouse e de outros personagens da Terrytoon, tais como a dupla de corvos Heckle e Jeckle (Faísca e Fumaça, no Brasil) num programa chamado The New Adventures of Mighty Mouse and Heckle & Jeckle. Para esse relançamento foram criados dois novos personagens: o pato vampiro chamado Quacula (que não deve ser confundido com o  Count Duckula) e Swifty (Tonél, no Brasil). Teve duas temporadas, iniciada em 1979. Haveria ainda um desenho em longa-metragem chamado Mighty Mouse in the Great Space Chase, exibido em 10 de dezembro de 1982. Nessa série a dublagem foi de Alan Oppenheimer para o Super Mouse e Diane Pershing para a namorada Pearl Pureheart. Em um dos desenhos houve a aparição de Fat Albert.
Durante a década de 80, o animador Ralph Bakshi criou uma nova série para o Super Mouse, chamada Mighty Mouse: The New Adventures. Nessa versão, o Super Mouse tinha uma identidade secreta, Mike Mouse, com a dublagem feita por (Patrick Pinney) e um ajudante chamado Scrappy Mouse (voz de Dana Hill), um pequeno camundongo órfão. A série teve duas temporadas.
O Super Mouse não mais seria visto depois do lançamento das dez revistas em quadrinhos da Marvel Comics, em 1990-1991, exceto em um jogo eletrônico da Atari e um comercial de 2001.
Em 2002, a Paramount Pictures, Omation Animation Studios e Nickelodeon Movies anunciaram a intenção de trazer Mighty Mouse de volta para a telas em um filme CGI.
Os direitos sobre o Super Mouse foram divididos como resultado da separação em 2006 da Viacom (antiga proprietária dos personagens da Terrytoons) em duas companhias. A CBS Operations (uma subsidiária da CBS Corporation) ficou com os direitos comerciais enquanto a Paramount Home Entertainment/CBS DVD com os direitos de vídeo e a CBS Television Distribution com os curtas das séries para a televisão. Os personagens também foram licenciados para a Apple Inc's.
Atualmente, vários episódios da série original se encontram em domínio público. A primeira temporada completa produzida entre 1942 e 1943 e a metade de segunda temporada já se encontram em domínio público pelo lapso temporal dos direitos autorais já terem expirado.
Em abril de 2019, Jon e Erich Hoeber foram contratados para o roteiro do filme, produzido pela Paramount Animation.